# Fritz Koenig

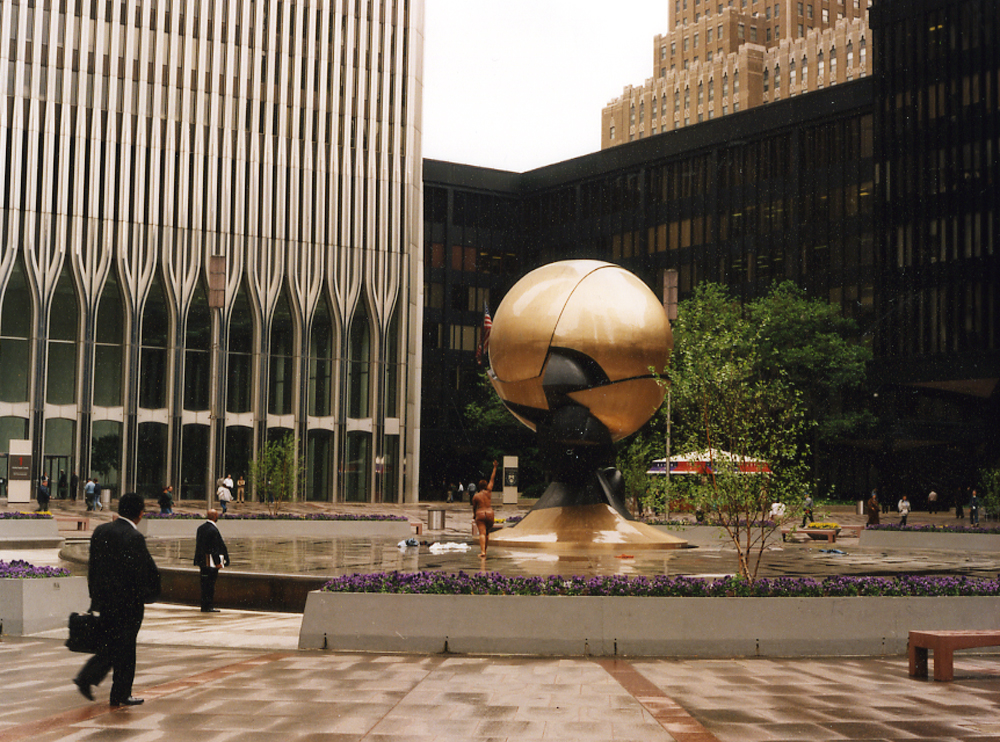
Kugelkaryatide. De goudkleurige bol, ook genaamd The Sphere met op de achtergrond de voormalige North Tower van het WTC en Six World Trade Center

Fritz Koenig (Würzburg, 20 juni 1924 - Landshut, 22 februari 2017) was een Duitse beeldhouwer.

## Leven en werk
Fritz Koenig werd in 1924 in Würzburg (Neder-Franken) geboren. Hij verhuisde in 1930 met zijn familie naar Landshut in Neder-Beieren, waar hij zijn jeugd en schooltijd doorbracht. Van 1946 tot 1952 studeerde hij beeldhouwkunst aan de Akademie der Bildende Künste in München. In 1957 verbleef hij in Villa Massimo in Rome. Hij verhuisde in 1961 naar een nieuw woonhuis annex atelier in Ganslberg bij Landshut, waar hij bleef wonen tot zijn dood in 2017. In 1964 kreeg Koenig een aanstelling tot hoogleraar aan de Faculteit Architectuur van de Technische Universiteit München.
In 1959 was hij deelnemer aan documenta II en in 1964 aan documenta III in Kassel. Voorts vertegenwoordigde hij Duitsland in 1958 en 1964 bij de Biënnale van Venetië. Sinds 1997 wordt een overzicht van zijn werk getoond in het Skulpturenmuseum im Hofberg/Stiftung Koenig, am Prantlgarten in Landshut.
Zijn sculpturen zijn ten dele uit eenvoudige, geometrische figuren opgebouwd. De manier waarop hij de mens voorstelt is fascinerend en terneerslaand tegelijk. Het hoofd is een eenvoudige, stalen bol; de tors wordt gestalte gegeven door een paar cilindervormige staven. In zijn ontwerp voor het Holocaust Mahnmal plaatste hij deze gestileerde hoofden en beenderen tegen een wand.
Fritz Koenig kwam na de aanslagen van 11 september 2001 in het nieuws vanwege de door hem gemaakte grote Kugelkaryatide. De goudkleurige bol, met de werknaam The Sphere, overleefde als door een wonder, alhoewel zwaarbeschadigd, de totale vernietiging van de torens van het World Trade Center (New York). Binnen in de opengereten bol werden onder meer vliegtuigwrakstukken gevonden. Op 11 maart 2002 werd de sculptuur als een tijdelijk monument geplaatst in Battery Park in New York.

## Werken (selectie)
- 1967/1971 The Sphere (Große Kugelkaryatide) bij het World Trade Center in New York
- 1970 Scheibenfigur, Heinrich-Vetter-Sammlung in Ilvesheim
- 1974 Großes Sitzlandschaft of Steenroos, Mariaplaats / kloostergang Mariakerk in Utrecht
- 1983 Monument van de Bundesrepublik Deutschland in het Concentratiekamp Mauthausen;
- 1993 Model voor het monument Mahnmal der ermordeten Juden (Holocaust Mahnmal) in Berlijn
- 1995 Monument ter herinnering aan slachtoffers van de terreuraanslag (Bloedbad van München) bij de Olympische Zomerspelen 1972
- 1996 Große Blattfigur, Technische Universität München
- 2000 Grosse Biga, Beeldenpark van de Pinakotheken München in München.

## Fotogalerij

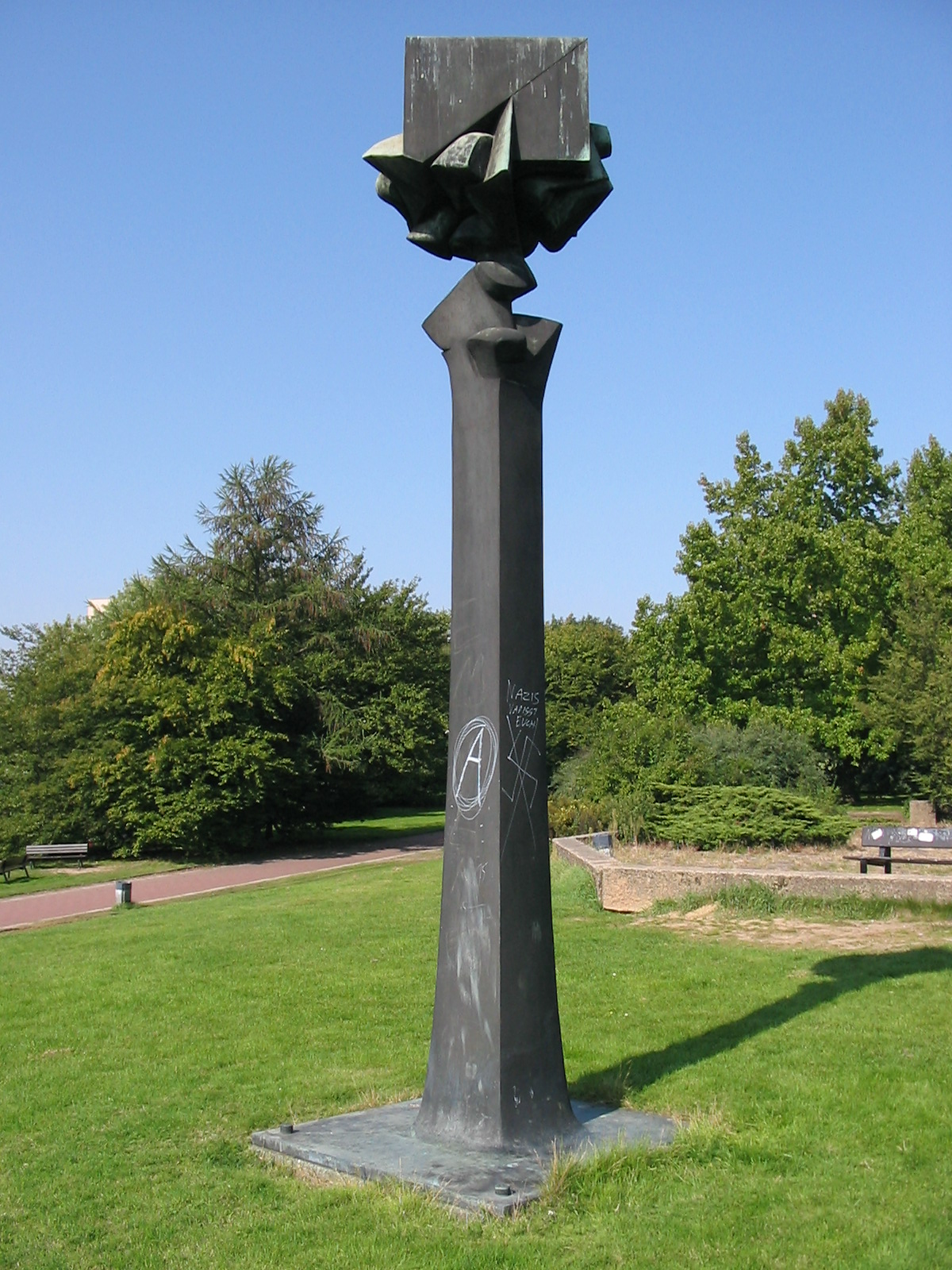
Große Säulenkaryatide (1967) in Braunschweig
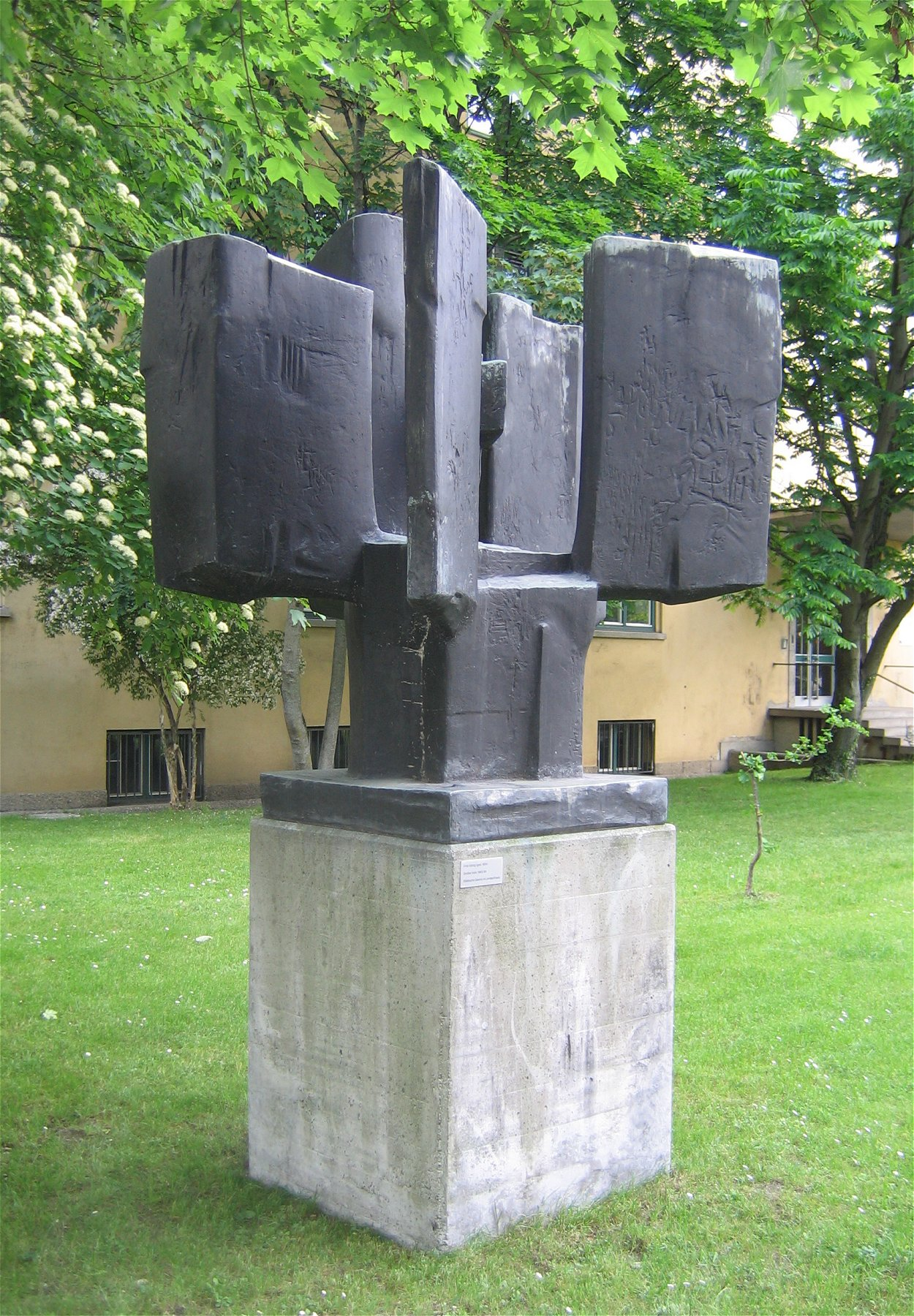
Großes Votiv (1963/64), Luisenstraße in München
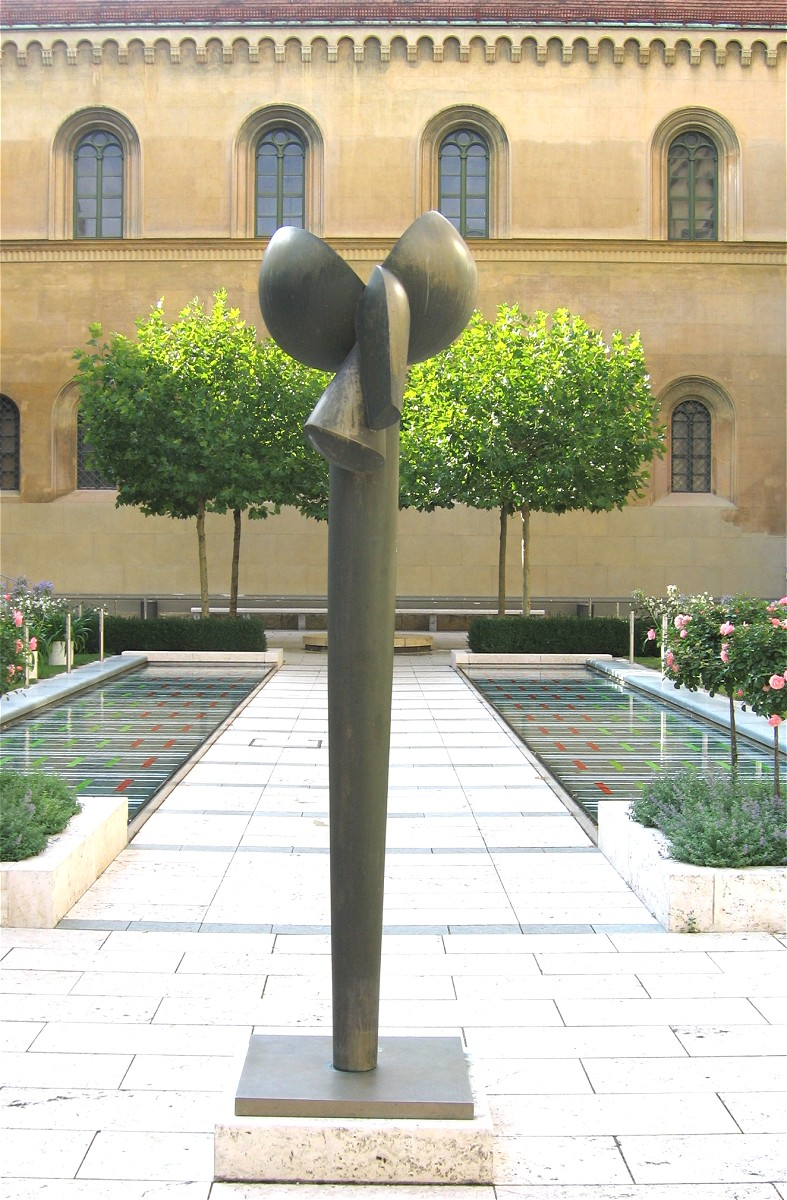
Flora III (1971) Kabinettsgarten Münchner Residenz in München
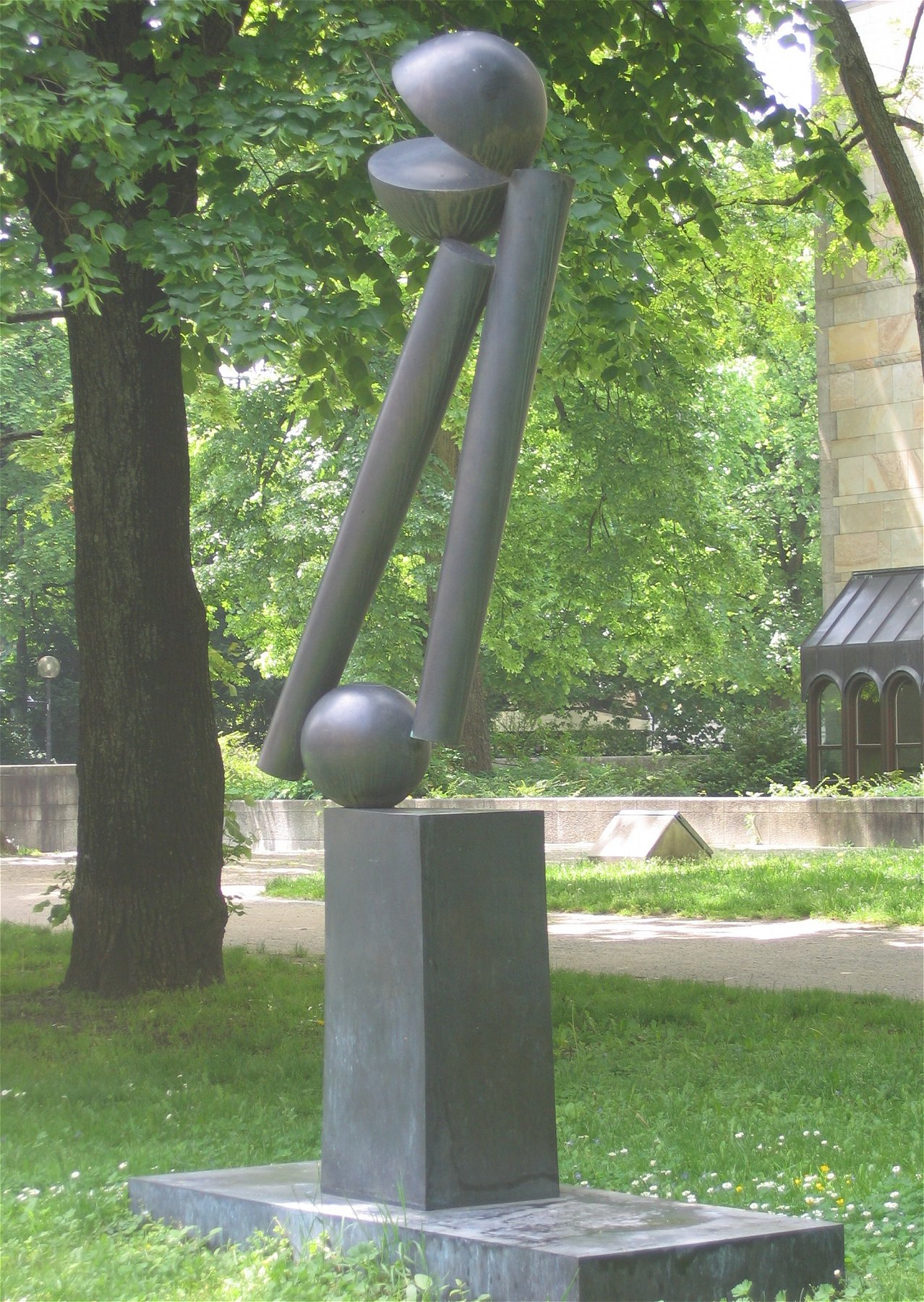
Große Zwei V (1973), beeldenpark van de Pinakotheken, München
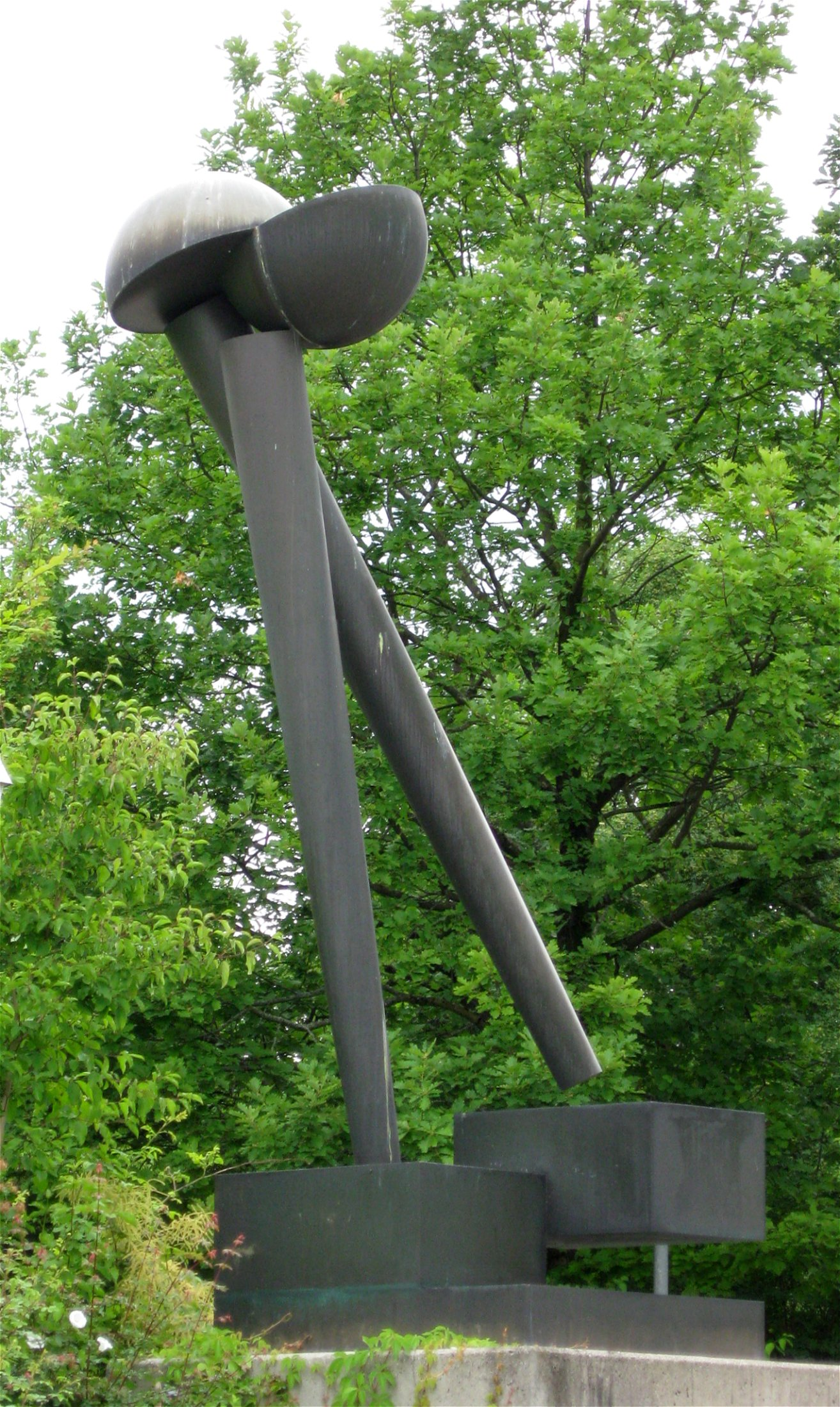
Große Zwei VI (1973/82), Krankenhaus München-Bogenhausen
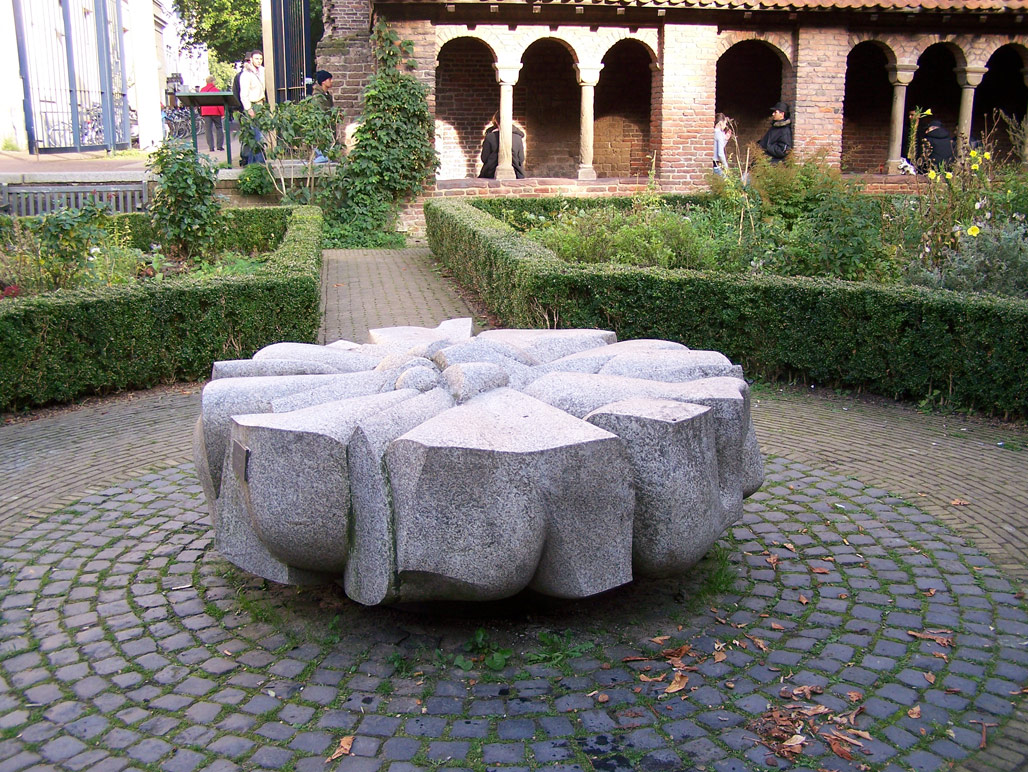
Großes Sitzlandschaft (1974), Mariaplaats in Utrecht
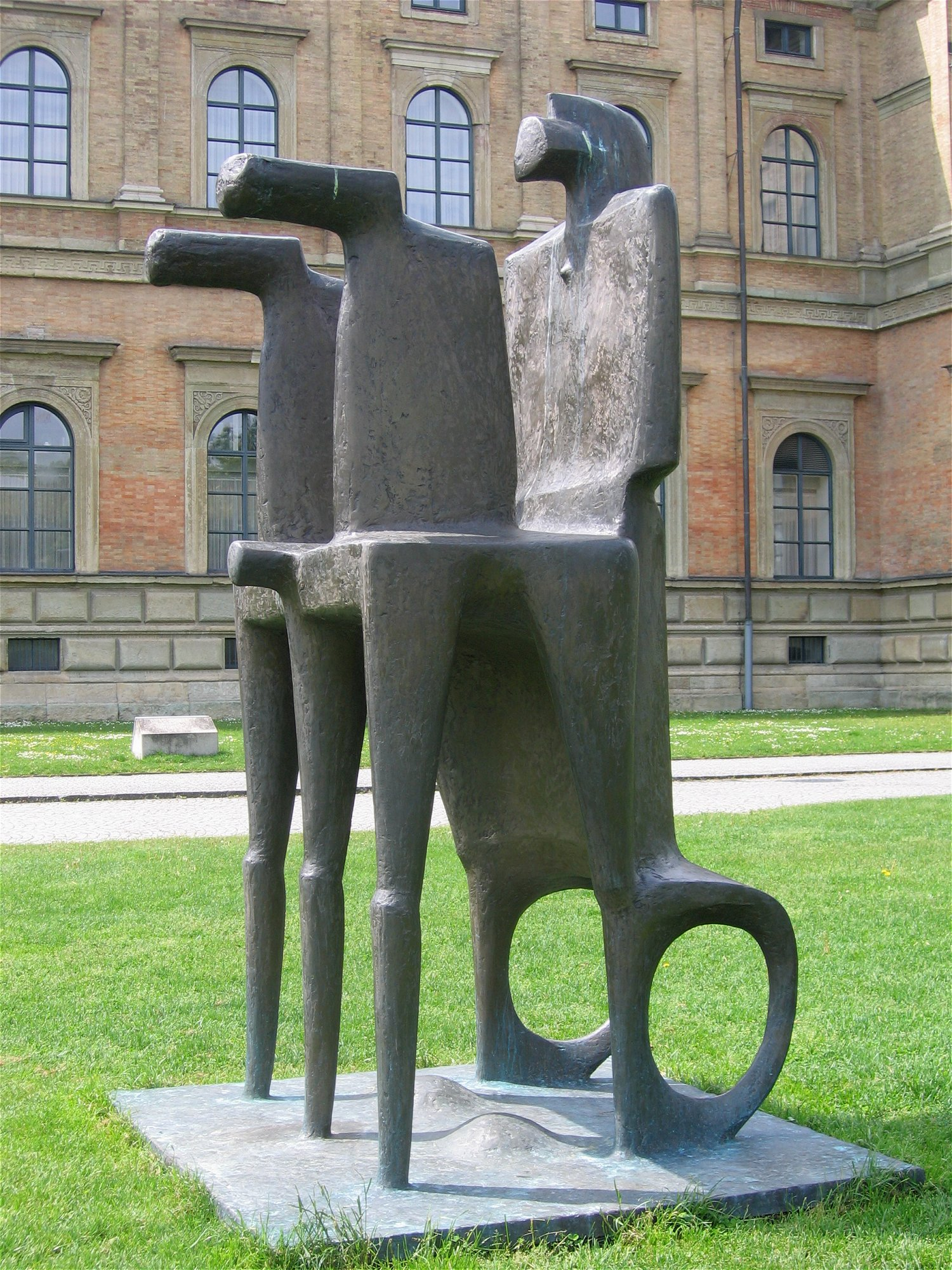
Große Biga (2000), beeldenpark van de Pinakotheken, München
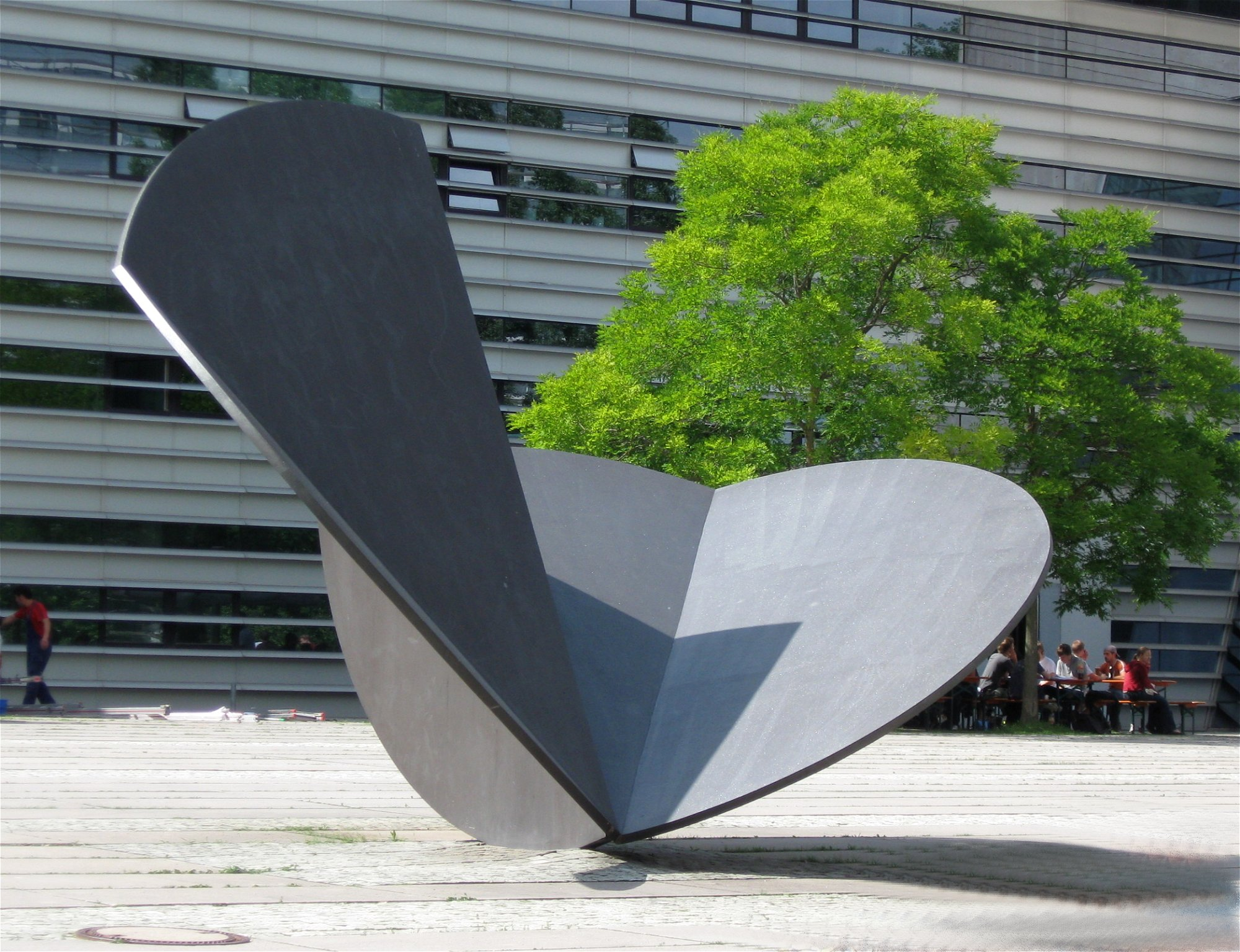
Große Blattfigur, Technische Universität München
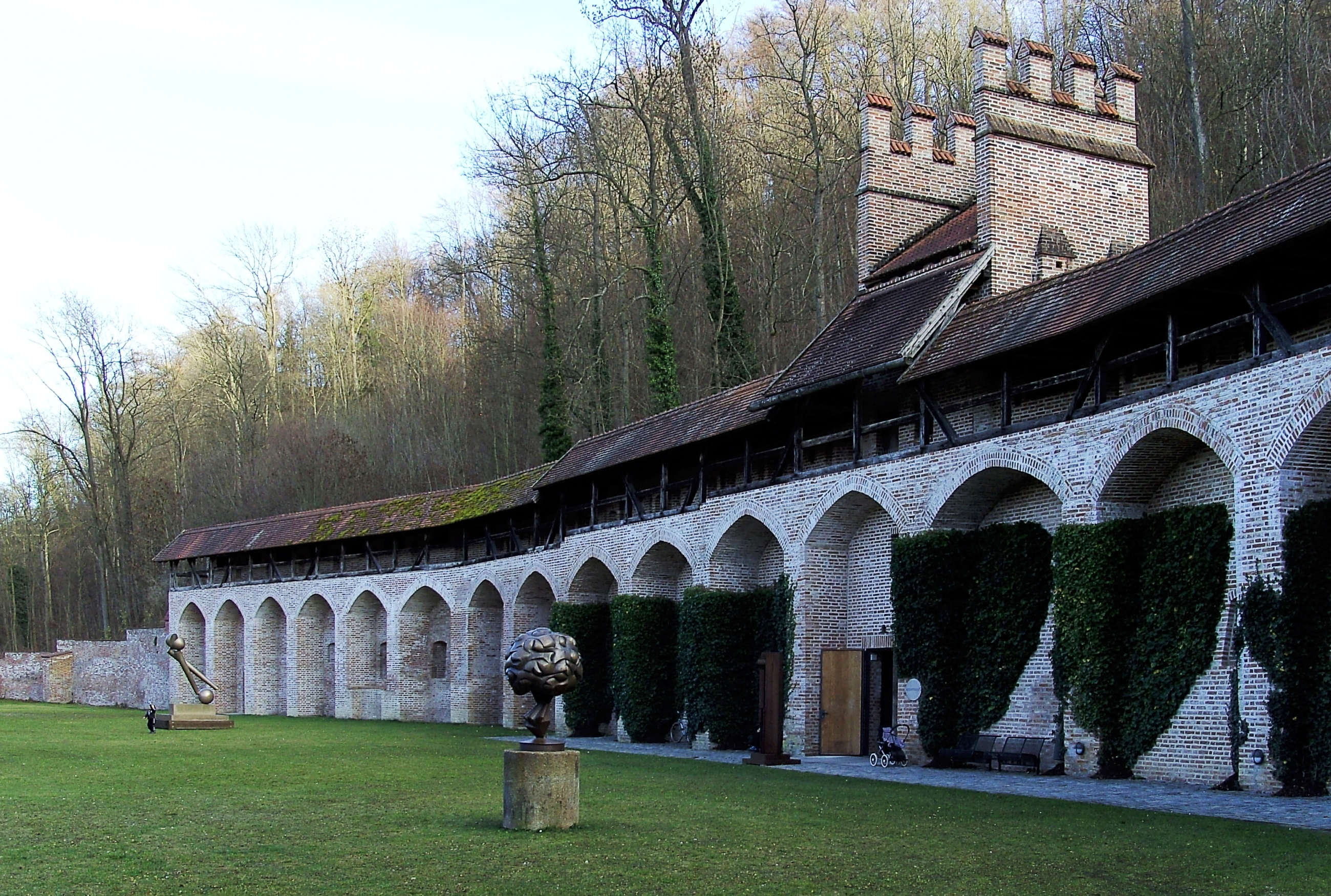
Skulpturenmuseum Landshut/Stiftung Koenig, Landshut